# Sideral
Aleix Vergés (Barcelona, 28 de desembre de 1973 - 19 de maig de 2006), més conegut pel pseudònim Sideral, va ser un músic i punxadiscos català, considerat un dels pioners de la música electrònica als Països Catalans.

## Biografia
De jove va estudiar piano, guitarra i baix, i al principi de la seva carrera musical va col·laborar com a instrumentista en diversos grups. Més endavant, es va interessar per la música electrònica i el 1994 va començar a punxar techno a la Sala Nitsa, adoptant després el pseudònim de «Sideral». És considerat un dels pioners de l'escena musical de clubs a Barcelona juntament amb David Nicolau (An Der Beat) i Amable Sierra (DJ Amable).
En paral·lel, Vergés formava part del grup de música indie Peanut Pie, del qual era cantant, guitarrista i compositor. Amb un estil que unia pop i electrònica, basat en el so «Madchester», la banda va guanyar el 1996 el concurs de maquetes de la revista Rockdelux, fet que els va permetre gravar un àlbum produït per Viva Jumo, pseudònim d'Enric Palau i Sergi Caballero, els creadors del festival Sónar.
Amb el pas del temps, Sideral es va fer popular entre el públic català al punt d'esdevenir un referent de l'escena musical independent, barrejant techno amb sonoritats pop i rock. A finals dels anys 1990 era DJ resident de la Sala Nitsa, regentat aleshores per Carles Flavià, havent actuat també a Otto-Zutz, Moog i Razzmatazz, i cada mes viatjava a Madrid per punxar a la Sala Siroco i al Low Club. Va ser, a més, un dels primers artistes de l'electrònica catalana amb projecció internacional, en aconseguir una plaça de DJ resident al club The Kitchen de Dublín. La reputació de Sideral el va portar a actuar en esdeveniments com el Sónar, el Festival Internacional de Benicasim, els Monegres i el Marché international de l'édition musicale de Canes (2003). També va produir quatre remescles per al grup Sidonie, que van quedar recollides a The Vicious EP.
Sideral va morir el 19 de maig del 2006 a Barcelona, als 32 anys, víctima d'una sobredosi mentre es trobava preparant el seu tercer àlbum d'electrònica i un projecte personal de música pop, Canciones siderales.
El grup Los Planetas li va dedicar la cançó «Tendrá que haber un camino», cantada per Enrique Morente i recollida a l'àlbum La leyenda del espacio (2007).

## Discografia

### Amb Peanut Pie
- Peanut Pie (1996, Cosmos Records)

### Com a Sideral
- Darkhouz & Popotronic (2001, Satélite K)
- Schizotronic & Techno (2003, PIAS)
- Popotronic 3 (El problema) (2006, PIAS)